# Fëdor Chitruk
Fëdor Savel'evič Chitruk (in russo Фёдор Савельевич Хитрук? ; Tver', 1º maggio 1917 – Mosca, 3 dicembre 2012) è stato un regista, sceneggiatore e animatore sovietico, dal 1991 russo.
Tra i registi di punta dello studio di animazione Sojuzmul'tfil'm, è stato insignito nel 1987 del titolo di Artista del Popolo dell'Unione Sovietica. Ha ricevuto inoltre due Premi di Stato dell'URSS (1976 e 1982) e un Premio nazionale della Repubblica Democratica Tedesca (1971).

## Filmografia parziale
- Storia di un crimine (История одного преступления, Istorija odnogo prestuplenija) (1962)
- Toptyžka (Топтыжка) (1964)
- Le vacanze di Bonifacio (Каникулы Бонифация, Kanikuly Bonifacija) (1965)
- L'uomo nella cornice (Человек в рамке, Čelovek v ramke) (1966)
- Otello-67 (Отелло-67) (1967)
- Film, film, film (Фильм, фильм, фильм) (1968)
- Vinni-Puch (1969)
- Il giovane Friedrich Engels (Юноша Фридрих Энгельс, Junoša Fridrich Ėngel's) (1970)
- Vinni-Puch idët v gosti (1971)
- Vinni-Puch i den' zabot (1972)
- L'isola (Остров, Ostrov) (1973)
- Ti do una stella (Дарю тебе звезду, Darju tebe zvezdu) (1974)
- Icaro e i savi (Икар и мудрецы, Ikar i mudrecy) (1976)
- Olimpionici (Олимпионики, Olimpioniki) (1982)
- Il leone e il toro (Лев и бык, Lev i byk) (1983)